# 오노 가즈나리
오노 가즈나리(일본어: 大野　和成, 1989년 8월 4일 ~ )는 일본의 축구 선수이다. 현재 J1리그의 쇼난 벨마레에서 뛰고 있다.

## 구단 경력
그는 2008년부터 J리그의 알비렉스 니가타, 에히메 FC, 쇼난 벨마레에서 뛰었다.